# Desmoscolex minutus
Desmoscolex minutus is een rondwormensoort uit de familie van de Desmoscolecidae. De wetenschappelijke naam van de soort is voor het eerst geldig gepubliceerd in 1863 door Claparède.